# Rasbora chrysotaenia
Rasbora chrysotaenia е вид лъчеперка от семейство Шаранови (Cyprinidae).

## Разпространение
Видът е разпространен в Индонезия и Малайзия.